# Saint-Martin-Terressus
Saint-Martin-Terressus (tiếng Occitan: Sent Martin Tarrassos) là một xã của tỉnh Haute-Vienne, thuộc vùng Nouvelle-Aquitaine, miền trung nước Pháp.